# Ansoumane Kondé
Pour les articles homonymes, voir Condé.
Ansoumane Kondé, né en 1927 à Faranah et mort le 17 août 1997 à Conakry, était un homme politique guinéen.

## Biographie

### Origine et enfance
Ansoumane Kondé était issu de l'aristocratie locale de Faranah. Son père Bakary Kondé, ami d’Alpha Touré (père de Sékou Touré), fut le chef du village de Mafindi Kawoyaba dans la préfecture de Faranah. Bakary Kondé était polygame. Ansoumane Kondé était le fils de sa première épouse,  Doussou Sankhon ; tandis que sa seconde, Bambakaly Oularé, était la fille du chef de canton de Faranah, Mamadou Douty Oularé.    
A jeune âge , deuxième d'une grande fratrie, il devient orphelin de père et de mère. C'est ainsi qu'il passa une bonne partie de son enfance dans la famille d’Amara Touré et de Balanssama Camara respectivement frère ainé et beau-frère de Sékou Touré.

## Etudes
Il fréquente l’école coranique puis est inscrit au système d’enseignement français en 1934, à Faranah.  
De 1940 à 1941, il poursuit ses études à l’école primaire de Dabola où il fit la rencontre d'Elhadj Biro Kanté qui fut son ami toute sa vie.   
En 1946, il obtient son certificat d'étude primaire (CEP) à l’École urbaine des garçons, à Conakry.  
Hébergé par le syndicaliste Sékou Touré, dans le quartier de Sandervalia , à Conakry, ce dernier l’encourage à poursuivre sa formation et l’initie à la lecture d’auteurs marxistes-léninistes. C'est sous le regard protecteur de ce dernier qu'il poursuivit sa formation en infirmerie à Conakry.     
Il devient infirmier AMI mais obtient difficilement des opportunités de travail en raison de sa proximité idéologique et politique avec le syndicaliste guinéen, Sékou Touré.

### Parcours politique

#### Avant l’indépendance
En 1946, il adhère à l’Union du Manding qu’il quitte aussitôt pour rejoindre Sékou Touré, le 14 mai 1947, à la fondation du Parti Démocratique de Guinée (PDG), section guinéenne du Rassemblement Démocratique Africain (RDA). 
Infirmier syndiqué, Ansoumane Kondé participe à l'organisation des manifestations de protestations contre les abus du système colonial à travers des articles diffusés dans Phare de Guinée (journal du PDG-RDA). Responsable syndical au niveau des travailleurs de la santé, il contribue à l’organisation de grandes mobilisations de travailleurs.  
En 1948, dans la préfecture de Gaoual, il fut arrêté et emprisonné durant six mois par l’autorité coloniale sur instruction du chef de canton, Alpha Bacar de Guiledji. Il fut muté à Kouroussa où il séjourna en prison pour les mêmes motifs. 
De retour à Conakry, il est désigné en 1953 au poste de Secrétaire Général adjoint du Syndicat des Travailleurs de la Santé. Obéissant au mot d’ordre de Sékou Touré, il participe au déclenchement de la grève des 70 jours connue aussi sur le nom de grève du sexe. Les intimidations et arrestations des leaders politiques et syndicaux se multipliant, il est affecté en janvier 1954 à Faranah. Il organise et implante le bureau du RDA dans cette région et en devient le premier secrétaire général de sous- section.  
Participant à l’abolition de la chefferie traditionnelle cantonale, à la suite de la loi-cadre Defferre, il est présenté aux élections territoriales de 1957 en Guinée française et est élu le 31 mars 1957 à l'Assemblée Territoriale de la Guinée française présidée par son camarade Saïfoulaye Diallo.  
Lors des préparatifs du référendum constitutionnel français de 1958, il est élu président du Conseil de la circonscription de Faranah.

### A l’indépendance
Le 2 octobre 1958, à la proclamation de l’indépendance de la Guinée, Ansoumane Kondé est élu député à la première Assemblée Nationale Constituante et de facto premier député de Faranah. 
Il occupe par la suite d’autres fonctions politiques importantes notamment secrétaire administratif du bureau fédéral du PDG à Conakry I de 1963 à 1966. 

## Parcours professionnel
En 1962, il est directeur de l'hôpital Ignace Deen (ex hôpital Ballay) et en 1964  directeur de cabinet du Ministère de l’Education Nationale en 1964.

### Gouverneur
De 1966 à la mort d'Ahmed Sékou Touré en 1984, il devient respectivement gouverneur de régions à Yomou, Nzérékoré, Kissidougou, Télimélé, Kindia, Gueckedou, Kankan, Beyla et enfin à Mamou dernier poste qu’il n’a pu occuper en raison du changement de régime.
A Kindia, il avait restauré le Voile de la mariée en transformant cette chute d’eau en destination touristique privilégiée.  
En 1980, il adresse un mémorandum au président Sékou Touré dans lequel il dénonce les normes (sorte de fiscalité socialiste en vigueur en Guinée) qu'il n'a pas manqué d'assimiler à l'impôt colonial. C'est à la suite de ce mémorandum que ce mode de prélèvement fiscal fut aboli en Guinée.[réf. nécessaire]

## Fin du régime de Sékou Touré
Après la mort du président Ahmed Sékou Touré, le 26 mars 1984, Ansoumane Kondé fut arrêté à l’instar de nombre de ses compagnons et aussitôt relâché. 
Il choisit de quitter la scène politique momentanément en faisant le choix de se reconvertir à l'agriculture. Moment de retour à la terre, mais aussi de communion avec les populations rurales de Faranah.   

## A l’aube du multipartisme politique
De 1984 à 1990, il n'intervient pas dans la vie politique guinéenne en raison des hostilités liées au Parti démocratique de Guinée. En 1990, avec quelques compagnons et anciens responsables du Parti démocratique de Guinée, il revendique l’héritage idéologique de Sékou Touré et contribue à la relance du parti dans un climat d'hostilités.  
Il participe, au compte du PDG, à la première élection législative multipartite depuis l’indépendance du pays. Il la perd dans la circonscription de Faranah en arrivant en deuxième position, après Bandjou Oulen Oularé, le candidat du Rassemblement du Peuple de Guinée (RPG).  
Bien que resté fidèle à la mémoire de Sékou Touré, il a préservé de très bons rapports avec le successeur le président Lansana Conté. Ce lien amical avec le successeur de Sékou Touré avait été critiqué par certains thuriféraires de l'ancien parti unique.     
Toutefois, Ansoumane Kondé reconnait dans son essai posthume, Un proche témoigne sur Ahmed Sékou Touré, les victoires et les quinines du Parti démocratique de Guinée. Il n'a jamais cessé de magnifier l'image et le combat du président Sékou Touré même après la prise du pouvoir par l'armée. Son livre rétablit des vérités sur des points peu ou mal connus de la vie du premier président guinéen.[réf. nécessaire]

## Mort
Samedi le 16 aout 1997, souffrant d'une grave hémorragie cérébrale, Ansoumane Kondé fut évacué d'urgence vers Conakry. Le lendemain, le 17 août, dans la matinée, il meurt  à l'hôpital Ignace Deen, en présence de son ami Acar Rojer Najib (qui fut aussi son ministre, l'ex ministre de la santé dans le premier gouvernement de la Guinée indépendante).     
Lors de ses obsèques, le président de la République Lansana Conté se fit représenter par une importante délégation conduite par le ministre Almamy Fodé Sylla , l'auteur du livre itinéraire Sanglant. Après avoir reçu des hommages solennels, il fut inhumé chez lui, dans un petit mausolée familial, selon ses dernières volontés.  

## Ouvrage
- Un proche témoigne sur Ahmed Sékou Touré, essai posthume, édition Patrice Lumumba, 1998.

## Prix et reconnaissances
- Compagnon de l'indépendance (première promotion) le jour de l'Indépendance (Guinée)[4].
- Médaille d’honneur du Travail en 1967.
- Membre du Comité Central du PDG.
- Chevalier de l'ordre national du mérite (à titre posthume), le 2 octobre 1997.

## Vie privée
Marié et père de 29 enfants (18 garçons et 11 filles).